# Grand Prix automobile de Monaco 2018
GP précédent GP suivant
Le Grand Prix automobile de Monaco 2018 (Formula 1 Grand Prix de Monaco 2018), disputé le 27 mai 2018 sur le circuit de Monaco, est la 982e épreuve du championnat du monde de Formule 1 courue depuis 1950. Il s'agit de la 76e édition du Grand Prix de Monaco, la 65e comptant pour le championnat du monde de Formule 1 et la sixième manche du championnat 2018.
Des premiers essais libres à la troisième phase des qualifications, Daniel Ricciardo domine tous ses rivaux entre les rails du tracé monégasque. Il abaisse progressivement le record du circuit de 3,337 km pour le porter à 1 min 10 s 810 et obtenir, avec une avance de 229 millièmes de seconde sur Sebastian Vettel, la deuxième pole position de sa carrière après celle obtenue au même endroit en 2016. Sebastian Vettel sort vainqueur du duel qui l'oppose à Lewis Hamilton, pour partir en première ligne derrière l'Australien. Auteur du troisième temps, Hamilton s'élance de la deuxième ligne, juste devant Kimi Räikkönen. Valtteri Bottas et Esteban Ocon occupent la troisième ligne tandis que la quatrième est entièrement espagnole, Fernando Alonso plaçant sa McLaren MCL32 devant la Renault R.S.18 de Carlos Sainz. Max Verstappen ayant accidenté sa Red Bull RB14 à la fin de troisième séance d'essais libres n'a pas disputé les qualifications ; repêché, il s'élance depuis la dernière place sur la grille.
Les six premiers pilotes sur la grille de départ d'une course intégralement menée par Daniel Ricciardo sont les six premiers sur la ligne d'arrivée. Pour remporter la septième victoire de sa carrière, sa deuxième de la saison, le pilote australien doit composer, dès le 18e tour de course, avec un problème de perte de 25 % de la puissance de son moteur (dû à la rupture de son MGU-K), qu'il doit dès lors ménager en se contentant de seulement six rapports de boîte sur huit. Il doit, selon ses propres termes, « rouler lentement ». Derrière lui, ses rivaux sont aux prises avec la dégradation de leurs pneumatiques, si bien qu'un « petit train » se forme avec des écarts minimes, personne ne se risquant à dépasser ou n'étant en mesure de le faire. Ainsi, seulement 25 secondes séparent le vainqueur de son coéquipier Max Verstappen, neuvième et auteur du meilleur tour dans sa soixantième boucle après avoir remonté onze places. Au bout de cinquante-six tours, les positions finales donnant droit aux points sont figées : Vettel, Hamilton, Bottas, Raïkkönen, Ocon, Gasly, Hülkenberg, Verstappen et Sainz font l'accordéon derrière Ricciardo. Pour la première fois en cinq éditions, la voiture de sécurité n'est pas sortie, même quand Charles Leclerc, en panne de freins à la sortie du tunnel, emboutit la Toro Rosso de Brendon Hartley au 70e tour, ne provoquant que le déploiement de la voiture de sécurité virtuelle l'espace d'un tour. À ce point de la saison, trois pilotes, de trois écuries différentes, Sebastian Vettel, Lewis Hamilton et Daniel Ricciardo, totalisent chacun deux succès. 
Lewis Hamilton, avec 110 points, conserve la tête du championnat du monde devant Sebastian Vettel (96 points). Daniel Ricciardo (avec 72 points) précède désormais Valtteri Bottas (68 points) et Kimi Räikkönen (60 points). Mercedes (178 points) reste en tête du championnat du monde des constructeurs devant Ferrari (156 points) et Red Bull Racing (107 points) ; suivent Renault (46 points), McLaren (40 points), Force India (26 points), passé devant Haas (19 points) et Scuderia Toro Rosso (19 points) puis Sauber (11 points) et Williams (4 points).

## Pneus disponibles
| Pneus pour piste sèche | Pneus pour piste sèche | Pneus pour piste sèche | Pneus pluie    | Pneus pluie |
| ---------------------- | ---------------------- | ---------------------- | -------------- | ----------- |
| Hyper tendres          | Ultra tendres          | Super tendres          | Intermédiaires | Pluie       |

## Essais libres

### Première séance, le jeudi de 11 h à 12 h 30
| Pos. | Pilote           | Voiture            | Chrono         | Écart     |
| ---- | ---------------- | ------------------ | -------------- | --------- |
| 1    | Daniel Ricciardo | Red Bull-TAG Heuer | 1 min 12 s 126 |           |
| 2    | Max Verstappen   | Red Bull-TAG Heuer | 1 min 12 s 180 | + 0 s 154 |
| 3    | Lewis Hamilton   | Mercedes           | 1 min 12 s 480 | + 0 s 354 |
| 4    | Sebastian Vettel | Ferrari            | 1 min 13 s 041 | + 0 s 915 |
| 5    | Kimi Räikkönen   | Ferrari            | 1 min 13 s 066 | + 0 s 940 |
| 6    | Carlos Sainz Jr. | Renault            | 1 min 13 s 456 | + 1 s 330 |

### Deuxième séance, le jeudi de 15 h à 16 h 30
| Pos. | Pilote           | Voiture            | Chrono         | Écart     |
| ---- | ---------------- | ------------------ | -------------- | --------- |
| 1    | Daniel Ricciardo | Red Bull-TAG Heuer | 1 min 11 s 841 |           |
| 2    | Max Verstappen   | Red Bull-TAG Heuer | 1 min 12 s 035 | + 0 s 194 |
| 3    | Sebastian Vettel | Ferrari            | 1 min 12 s 413 | + 0 s 572 |
| 4    | Lewis Hamilton   | Mercedes           | 1 min 12 s 536 | + 0 s 695 |
| 5    | Kimi Räikkönen   | Ferrari            | 1 min 12 s 543 | + 0 s 702 |
| 6    | Valtteri Bottas  | Mercedes           | 1 min 12 s 642 | + 0 s 801 |

- Au cours de cette séance, Daniel Ricciardo devient le premier pilote à boucler un tour du circuit de Monaco en moins de 72 secondes ; en 1 min 11 s 841, il établit le nouveau record du tracé urbain de 3,337 km[4].

### Troisième séance, le samedi de 12 h à 13 h
| Pos. | Pilote           | Voiture            | Chrono         | Écart     |
| ---- | ---------------- | ------------------ | -------------- | --------- |
| 1    | Daniel Ricciardo | Red Bull-TAG Heuer | 1 min 11 s 786 |           |
| 2    | Max Verstappen   | Red Bull-TAG Heuer | 1 min 11 s 787 | + 0 s 001 |
| 3    | Sebastian Vettel | Ferrari            | 1 min 12 s 023 | + 0 s 237 |
| 4    | Kimi Räikkönen   | Ferrari            | 1 min 12 s 142 | + 0 s 356 |
| 5    | Lewis Hamilton   | Mercedes           | 1 min 12 s 273 | + 0 s 487 |
| 6    | Valtteri Bottas  | Mercedes           | 1 min 12 s 356 | + 0 s 570 |

- Daniel Ricciardo améliore à nouveau le record du circuit tandis que son coéquipier Max Verstappen, passé lui aussi sous les 1 min 12 s au tour, achève sa séance en fracassant sa Red Bull RB14 dans le rail du virage de « La piscine »[6].

## Séance de qualifications

### Résultats des qualifications
| Pos.                                                                                      | Pilote            | Écurie               | Qualifications 1 | Qualifications 2 | Qualifications 3 |
| ----------------------------------------------------------------------------------------- | ----------------- | -------------------- | ---------------- | ---------------- | ---------------- |
| 1                                                                                         | Daniel Ricciardo  | Red Bull-TAG Heuer   | 1 min 12 s 013   | 1 min 11 s 279   | 1 min 10 s 810   |
| 2                                                                                         | Sebastian Vettel  | Ferrari              | 1 min 12 s 415   | 1 min 11 s 518   | 1 min 11 s 039   |
| 3                                                                                         | Lewis Hamilton    | Mercedes             | 1 min 12 s 460   | 1 min 11 s 584   | 1 min 11 s 232   |
| 4                                                                                         | Kimi Räikkönen    | Ferrari              | 1 min 12 s 639   | 1 min 11 s 391   | 1 min 11 s 266   |
| 5                                                                                         | Valtteri Bottas   | Mercedes             | 1 min 12 s 434   | 1 min 12 s 002   | 1 min 11 s 441   |
| 6                                                                                         | Esteban Ocon      | Force India-Mercedes | 1 min 13 s 028   | 1 min 12 s 188   | 1 min 12 s 061   |
| 7                                                                                         | Fernando Alonso   | McLaren-Renault      | 1 min 12 s 657   | 1 min 12 s 269   | 1 min 12 s 110   |
| 8                                                                                         | Carlos Sainz Jr.  | Renault              | 1 min 12 s 950   | 1 min 12 s 286   | 1 min 12 s 130   |
| 9                                                                                         | Sergio Pérez      | Force India-Mercedes | 1 min 12 s 848   | 1 min 12 s 194   | 1 min 12 s 154   |
| 10                                                                                        | Pierre Gasly      | Toro Rosso-Honda     | 1 min 12 s 941   | 1 min 12 s 313   | 1 min 12 s 221   |
| 11                                                                                        | Nico Hülkenberg   | Renault              | 1 min 13 s 065   | 1 min 12 s 411   |                  |
| 12                                                                                        | Stoffel Vandoorne | McLaren-Renault      | 1 min 12 s 463   | 1 min 12 s 440   |                  |
| 13                                                                                        | Sergey Sirotkin   | Williams-Mercedes    | 1 min 12 s 706   | 1 min 12 s 521   |                  |
| 14                                                                                        | Charles Leclerc   | Sauber-Ferrari       | 1 min 12 s 829   | 1 min 12 s 714   |                  |
| 15                                                                                        | Romain Grosjean   | Haas-Ferrari         | 1 min 12 s 930   | 1 min 12 s 728   |                  |
| 16                                                                                        | Brendon Hartley   | Toro Rosso-Honda     | 1 min 13 s 179   |                  |                  |
| 17                                                                                        | Marcus Ericsson   | Sauber-Ferrari       | 1 min 13 s 265   |                  |                  |
| 18                                                                                        | Lance Stroll      | Williams-Mercedes    | 1 min 13 s 323   |                  |                  |
| 19                                                                                        | Kevin Magnussen   | Haas-Ferrari         | 1 min 13 s 393   |                  |                  |
| Temps minimal à réaliser pour la qualification : 1 min 17 s 054 (107 % de 1 min 12 s 013) |                   |                      |                  |                  |                  |
| Nq.                                                                                       | Max Verstappen    | Red Bull-TAG Heuer   | Pas de temps     |                  |                  |

- Daniel Ricciardo, en 1 min 10 s 810, améliore à nouveau le record du circuit.

### Grille de départ
- Romain Grosjean, jugé responsable du triple abandon dans le premier tour du Grand Prix d'Espagne le 13 mai à Barcelone, est pénalisé d'un recul de trois places sur la grille de départ. Auteur du quinzième temps des qualifications, il s'élance de la dix-huitième position[8],[9] ;
- Victime d'un accident lors de la troisième séance d'essais libres, Max Verstappen, contraint au changement de la boîte de vitesses de sa voiture, reçoit une pénalité d'un recul de cinq places sur la grille de départ ; n'étant finalement pas en mesure de participer aux qualifications, il est repêché par les commissaires de course et autorisé à partir de la dernière place sur la grille. Compte-tenu de la position de départ de leur pilote, les mécaniciens installent un troisième MGU-K neuf sur la monoplace ; ce changement conduit à dix nouvelles places de pénalité, sans conséquence[10],[11],[12].

## Course

### Classement de la course
| Pos. | no | Pilote            | Écurie               | Tours | Temps/Abandon                               | Grille | Points |
| ---- | -- | ----------------- | -------------------- | ----- | ------------------------------------------- | ------ | ------ |
| 1    | 3  | Daniel Ricciardo  | Red Bull-TAG Heuer   | 78    | 1 h 42 min 54 s 807 (151,750 km/h)          | 1      | 25     |
| 2    | 5  | Sebastian Vettel  | Ferrari              | 78    | + 7 s 336                                   | 2      | 18     |
| 3    | 44 | Lewis Hamilton    | Mercedes             | 78    | + 17 s 013                                  | 3      | 15     |
| 4    | 7  | Kimi Räikkönen    | Ferrari              | 78    | + 18 s 127                                  | 4      | 12     |
| 5    | 77 | Valtteri Bottas   | Mercedes             | 78    | + 18 s 822                                  | 5      | 10     |
| 6    | 31 | Esteban Ocon      | Force India-Mercedes | 78    | + 23 s 667                                  | 6      | 8      |
| 7    | 10 | Pierre Gasly      | Toro Rosso-Honda     | 78    | + 24 s 331                                  | 10     | 6      |
| 8    | 27 | Nico Hülkenberg   | Renault              | 78    | + 24 s 839                                  | 11     | 4      |
| 9    | 33 | Max Verstappen    | Red Bull-TAG Heuer   | 78    | + 25 s 317                                  | 20     | 2      |
| 10   | 55 | Carlos Sainz Jr.  | Renault              | 78    | + 1 min 09 s 013                            | 8      | 1      |
| 11   | 9  | Marcus Ericsson   | Sauber-Ferrari       | 78    | + 1 min 09 s 864                            | 16     |        |
| 12   | 11 | Sergio Pérez      | Force India-Mercedes | 78    | + 1 min 10 s 461                            | 9      |        |
| 13   | 20 | Kevin Magnussen   | Haas-Ferrari         | 78    | + 1 min 14 s 823                            | 19     |        |
| 14   | 2  | Stoffel Vandoorne | McLaren-Renault      | 77    | + 1 tour                                    | 12     |        |
| 15   | 8  | Romain Grosjean   | Haas-Ferrari         | 77    | + 1 tour                                    | 18     |        |
| 16   | 35 | Sergey Sirotkin   | Williams-Mercedes    | 77    | + 1 tour                                    | 13     |        |
| 17   | 18 | Lance Stroll      | Williams-Mercedes    | 76    | + 2 tours                                   | 17     |        |
| 18   | 16 | Charles Leclerc   | Sauber-Ferrari       | 70    | Perte des freins et accrochage avec Hartley | 14     |        |
| 19   | 28 | Brendon Hartley   | Toro Rosso-Honda     | 70    | Accrochage avec Leclerc                     | 15     |        |
| Abd. | 14 | Fernando Alonso   | McLaren-Renault      | 52    | Boîte de vitesses                           | 7      |        |

### Pole position et record du tour
- Pole position :  Daniel Ricciardo (Red Bull-TAG Heuer) en 1 min 10 s 810 (169,654 km/h)[14].
- Meilleur tour en course :  Max Verstappen (Red Bull-TAG Heuer) en 1 min 14 s 260 (161,772 km/h) au soixantième tour[15].

### Tours en tête
- Daniel Ricciardo (Red Bull-TAG Heuer) : 78 tours (1-78)[16]

## Classements généraux à l'issue de la course
| Pos. | Pilote            | Écurie               | Points |
| ---- | ----------------- | -------------------- | ------ |
| 1    | Lewis Hamilton    | Mercedes             | 110    |
| 2    | Sebastian Vettel  | Ferrari              | 96     |
| 3    | Daniel Ricciardo  | Red Bull-TAG Heuer   | 72     |
| 4    | Valtteri Bottas   | Mercedes             | 68     |
| 5    | Kimi Räikkönen    | Ferrari              | 60     |
| 6    | Max Verstappen    | Red Bull-TAG Heuer   | 35     |
| 7    | Fernando Alonso   | McLaren-Renault      | 32     |
| 8    | Nico Hülkenberg   | Renault              | 26     |
| 9    | Carlos Sainz Jr.  | Renault              | 20     |
| 10   | Kevin Magnussen   | Haas-Ferrari         | 19     |
| 11   | Pierre Gasly      | Toro Rosso-Honda     | 18     |
| 12   | Sergio Pérez      | Force India-Mercedes | 17     |
| 13   | Esteban Ocon      | Force India-Mercedes | 9      |
| 14   | Charles Leclerc   | Sauber-Ferrari       | 9      |
| 15   | Stoffel Vandoorne | McLaren-Renault      | 8      |
| 16   | Lance Stroll      | Williams-Mercedes    | 4      |
| 17   | Marcus Ericsson   | Sauber-Ferrari       | 2      |
| 18   | Brendon Hartley   | Toro Rosso-Honda     | 1      |

| Pos. | Écurie               | Points |
| ---- | -------------------- | ------ |
| 1    | Mercedes             | 178    |
| 2    | Ferrari              | 156    |
| 3    | Red Bull-TAG Heuer   | 107    |
| 4    | Renault              | 46     |
| 5    | McLaren-Renault      | 40     |
| 6    | Force India-Mercedes | 26     |
| 7    | Toro Rosso-Honda     | 19     |
| 8    | Haas-Ferrari         | 19     |
| 9    | Sauber-Ferrari       | 11     |
| 10   | Williams-Mercedes    | 4      |

## Statistiques
Le Grand Prix de Monaco 2018 représente :
- la 2e pole position de Daniel Ricciardo, la précédente ayant été obtenue en 2016 à Monaco[19] ;
- la 7e victoire de sa carrière pour Daniel Ricciardo[20] ;
- la 57e victoire de Red Bull Racing en tant que constructeur[21] ;
- la 7e victoire de Tag Heuer en tant que motoriste[22] ;
- le 250e Grand Prix de Red Bull Racing[23].

Au cours de ce Grand Prix :
- Daniel Ricciardo bat à trois reprises le record de la piste monégasque. Premier sous les 1 min 12 s en essais libres et lors des qualifications puis seul pilote sous les 1 min 11 s, il bat, en 1 min 10 s 810, le record établi en 2017 par Kimi Räikkönen en 1 min 12 s 178[24] ;
- Daniel Ricciardo est élu « Pilote du jour » lors d'un vote organisé sur le site officiel de la Formule 1[25] ;
- Danny Sullivan (quinze Grands Prix chez Tyrrell Racing en 1983, deux points, vainqueur des 500 miles d'Indianapolis 1985 et champion CART en 1988) a été nommé par la FIA conseiller pour aider dans leurs jugements le groupe des commissaires de course[26].